# Bystropogon wildpretii
Bystropogon wildpretii — вид квіткових рослин з родини глухокропивових (Lamiaceae).

## Поширення
Ендемік Канарських островів (Ла Пальма).